# Landesvermessungsamt Baden-Württemberg

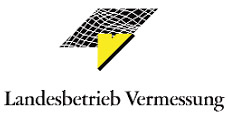
LV Logo

Das Landesvermessungsamt Baden-Württemberg war bis 31. Dezember 2008 eine Obere Landesbehörde für die öffentlichen Aufgaben des amtlichen Vermessungswesens. Es war insbesondere für Landesvermessung, Liegenschaftskataster und Basisdaten der Geoinformation im Bundesland Baden-Württemberg zuständig. Zum 1. Januar 2009 wurde es mit dem Landesamt für Flurneuordnung zum Landesamt für Geoinformation und Landentwicklung Baden-Württemberg (LGL) zusammengelegt.

## Vermessungsverwaltung in Baden-Württemberg
Die Oberste Landesbehörde der Vermessungsverwaltung war das Ministerium für Ländlichen Raum und Verbraucherschutz Baden-Württemberg, das die Fachaufsicht über das Landesvermessungsamt Baden-Württemberg wahrnimmt. Das Landesvermessungsamt selbst als obere Landesbehörde ist als Landesbetrieb gemäß § 26 LHO organisiert und hat 463 Mitarbeiter. Neben den eigenen Aufgaben nimmt das Landesvermessungsamt die Fachaufsicht über die Unteren Vermessungsbehörden und Flurbereinigungsbehörden bei den Landkreisen und Städten sowie den 16 städtischen Vermessungsdienstellen und über die öffentlich bestellten Vermessungsingenieure wahr.

## Organisation
Das Landesvermessungsamt bestand aus der Zentrale in Stuttgart (Büchsenstraße 54, 70174 Stuttgart) mit 323 Mitarbeitern und aus der Abteilung Geodäsie in Karlsruhe (Kapellenstraße 17, 76131 Karlsruhe) mit 140 Mitarbeitern.
Die Hauptaufgaben des Landesvermessungsamt waren:
- das Vorhalten von Geobasisdaten
- die Landesvermessung
- das Liegenschaftskataster mit seinen verschiedenen Teilbereichen

Eine weitere Aufgabe war die zentrale Verantwortlichkeit für die Entwicklung, Einführung und den Einsatz der Informations- und Kommunikationstechnik für den Bereich der gesamten Vermessungsverwaltung und für die Aus- und Fortbildung des Berufsnachwuchses.
Rechtsgrundlage für die Arbeit war das Vermessungsgesetz für Baden-Württemberg vom 1. Juli 2004.

### Produktbereich Topographie
Im Geschäftsfeld Topographie wurde die Erdoberfläche samt ihrer Nutzung und Funktion dreidimensional erfasst. Die Landschaftsdaten wurden in ATKIS®, dem Amtlichen Topographisch-Kartographischen Informationssystem, als Digitale Landschaftsmodelle (DLM), Digitale Orthofotos (DOP) und Digitale Geländemodelle (DGM) geführt.
Im Rahmen des Projektes Bodensee-Geodatenpool erarbeiten die Vermessungsverwaltungen der vier
Bodensee-Anrainerländer gemeinsam den Aufbau eines Bodensee-Geodatenpools.

### Produktbereich Kartographie
Im Geschäftsfeld Kartographie wurden die gewonnenen aktuellen Landschaftsdaten kartographisch aufbereitet und als amtliche Digitale Topographische Karten (DTK) geführt. An Kartenwerken wurden veröffentlicht:
- 282 Blätter der TK 25, 75 Blätter der TK50 und 20 Blätter der TK100
- 82 Freizeit-, Wander-, Radwander-, Landkreiskarten
- Herausgabe von Top25/50- und Freizeit-CDROM/DVD
- 620.000 Kartendrucke als Vervielfältigung der TK und davon abgeleitete Kartenprodukte
- 223.000 Kartendrucke, Scan- und Plotaufträge im Rahmen von kartographischen Auftragsarbeiten

### Produktbereich Geodäsie
Der Produktbereich Geodäsie betrieb die Grundlagenvermessung. Der Bereich überwacht die Qualität der Festpunktfelder als Basis der Landesvermessung. Diese bestehen aus 184 Geodätischen Grundnetzpunkten, 60 000 Lagefestpunkten, 60 000 Höhenfestpunkten und 4 000 Schwerefestpunkten.
Hierzu gehörte auch der Betrieb des Satellitenpositionierungsdienstes SAPOS® der deutschen Landesvermessung.

### Produktbereich Liegenschaftskataster
Die Führung der Liegenschaftskataster oblag den unteren Behörden. Das Landesamt nahm hier nur die Aufsicht wahr und stellt landeseinheitliche Vorgehensweisen sicher.

## Geschichte
1818 wurde im Königreich Württemberg die „Katasterkommission“ mit der Aufgabe der zusammenhängenden Landesvermessung gegründet. Organisatorisch war die Kommission dem Finanzministerium nachgeordnet. Im Jahr 1820 wurde daraus das „Statistisch Topographische Bureau.“ Im Volksstaat Württemberg während der Weimarer Republik übernahm das neue Statistische Landesamt dessen Funktionen.
In Baden wurde 1855 die „Direktion für Katastervermessung“ eingerichtet. Ab 1881 wurde in Baden die Katasterarbeit durch das „Technische Bureau für Katastervermessung und Feldbereinigung“ wahrgenommen.
Am 9. Februar 1953 wurde das Landesvermessungsamt gegründet, das am 1. März 1996 zusammen mit den 35 staatlichen Vermessungsämtern in einen Landesbetrieb umgewandelt wurde.